# Quatrandorit
Quatrandorit (ehemals Andorit und Andorit IV) ist ein selten vorkommendes Mineral aus der Mineralklasse der „Sulfide und Sulfosalze“ mit der chemischen Zusammensetzung AgPbSb3S6 und damit chemisch gesehen ein Silber-Blei-Antimon-Sulfid. Strukturell gehört Quatrandorit zu den Sulfosalzen.
Quatrandorit kristallisiert im monoklinen Kristallsystem und entwickelt undurchsichtige, prismatische oder tafelförmige, gestreifte Kristalle, aber auch massige Aggregate von grauer Farbe. An der Luft läuft das Mineral durch Oxidation nach einiger Zeit gelb- oder buntfarbig an.

## Etymologie und Geschichte
Benannt wurde das Mineral nach dem ungarischen adeligen Mineraliensammler und Hobby-Mineralogen Andor von Semsey (1833–1923) und zunächst als Andorit bezeichnet. Erstmals gefunden und beschrieben wurde das Mineral 1892 im Bergwerk zu Baia Sprie in Rumänien.
Als sich bei späteren Untersuchungen herausstellte, dass die als Andorit bezeichnete Verbindung AgPbSb3S6 in zwei Modifikationen kristallisieren kann, erhielt die monokline Modifikation die Bezeichnung Andorit IV. Nach Beschluss der International Mineralogical Association (IMA) erhielt das Mineral 2022 schließlich den Namen Quatrandorit.

## Klassifikation
In der veralteten 8. Auflage der Mineralsystematik nach Strunz gehörte der Quatrandorit zur Mineralklasse der „Sulfide und Sulfosalze“ und dort zur Abteilung „Komplexe Sulfide (Sulfosalze)“, wo er zusammen mit Senandorit (ehemals Andorit bzw. Andorit VI) und Ramdohrit sowie dem inzwischen diskreditierten Nakaseit die Gruppe der „Andorit-Varianten“ mit der System-Nr. II/D.05b bildete.
Im zuletzt 2018 überarbeiteten und aktualisierten Lapis-Mineralienverzeichnis nach Stefan Weiß, das sich im Aufbau noch nach dieser alten Form der Systematik von Karl Hugo Strunz richtet, erhielt das Mineral die System- und Mineral-Nr. II/E.23-040. In der „Lapis-Systematik“ entspricht dies ebenfalls der Abteilung „Sulfosalze (S : As,Sb,Bi = x)“, wo Quatrandorit zusammen mit Arsenquatrandorit, Senandorit, Fizélyit, Menchettiit, Ramdohrit, Roshchinit und Uchucchacuait eine unbenannte Gruppe mit der System-Nr. II/E.23 bildet.
Die von der International Mineralogical Association (IMA) zuletzt 2009 aktualisierte 9. Auflage der Strunz’schen Mineralsystematik ordnet den Quatrandorit dagegen in die neu und feiner definierte Abteilung der „Sulfosalze mit PbS als Vorbild. (As,Sb,Bi)S6-Oktaeder“ ein. Diese ist zudem weiter unterteilt nach dem entsprechenden Vorbild und dessen Abwandlung (Derivat), so dass das Mineral entsprechend seiner Zusammensetzung in der Unterabteilung „Galenit-Derivate mit Blei (Pb)“ zu finden ist, wo es zusammen mit Fizélyit, Gustavit, Lillianit, Ramdohrit, Roshchinit, Senandorit, Treasurit, Uchucchacuait, Vikingit und Xilingolith die „Lillianitgruppe“ mit der System-Nr. 2.JB.40a bildet.
Auch die vorwiegend im englischen Sprachraum gebräuchliche Systematik der Minerale nach Dana ordnet den Quatrandorit (hier noch als Andorit) in die Klasse der „Sulfide und Sulfosalze“ und dort in die Abteilung der „Sulfosalze“ ein. Hier ist er als zusammen mit Bursait, Fizélyit, Gustavit, Lillianit, Ramdohrit, Roshchinit und Uchucchacuait in der „Lillianitgruppe (Orthorhombisch, mit der Zusammensetzung AmBnS6 mit A=Pb, Ag, Mn und B=Sb, Bi)“ mit der System-Nr. 03.04.15 innerhalb der Unterabteilung „Sulfosalze mit dem Verhältnis 3 > z/y und der Zusammensetzung (A+)i (A2+)j [ByCz], A = Metalle, B = Halbmetalle, C = Nichtmetalle“ zu finden.

## Kristallstruktur
Quatrandorit kristallisiert in der monoklinen Raumgruppe P21/c (Raumgruppen-Nr. 14) mit den Gitterparametern a = 13,04 Å; b = 17,07 Å; c = 10,18 Å und β = 90,0° sowie einer Formeleinheit pro Elementarzelle.

## Modifikationen und Varietäten
Die chemische Verbindung AgPbSb3S6 ist dimorph und kommt in der Natur neben dem monoklin kristallisierenden Quatrandorit noch als orthorhombisch kristallisierender Senandorit (ehemals Andorit VI) vor.

## Bildung und Fundorte
Quatrandorit bildet sich vorwiegend hydrothermal in verschiedenen Blei (Pb)- und Silber (Ag)- Lagerstätten. Begleitminerale sind unter anderem Jamesonit, Kassiterit und Stannit.
Fundorte sind unter anderem Jujuy und Salta in Argentinien, Victoria in Australien, die Departamentos Oruro und Potosí in Bolivien, Hausach und Bräunsdorf/Oberschöna in Deutschland, Ontario in Kanada, Baia Sprie in Rumänien, Třebsko in Tschechien, sowie Nevada in den USA.

## Verwendung
Quatrandorit wird gelegentlich bei lokaler Anhäufung als Rohstoff zur Gewinnung von Silber verwendet.